# Asun Casasola Pardo
Asun Casasola Pardo   (Villamuriel de Cerrato, 1957) és una activista social contra la violència de gènere i símbol cívic contra la violència masclista. Va arribar a l'àmbit públic empesa per l'assassinat de la seva filla Nagore Laffage Casasola el 2008.

## Biografia
Asun Casasola Pardo va néixer a Villamuriel de Cerrato (Palència) el 1957. La seva mare, mestressa de casa, i el seu pare, jornaler, van emigrar a Irun, Guipúscoa quan ella i la seva germana tenien vuit i sis anys respectivament. Va estudiar Auxiliar Administratiu i Tècnic de Comerç Exterior però no va arribar a exercir.
El 7 de juliol de 2008 la seva filla Nagore Laffage (23 anys) fou assassinada a Pamplona per Diego Yllanes durant els Sanfermines. A partir d'aquest moment desenvolupa la seva militància i activisme social en la denúncia pública contra la violència masclista, contra la sentència del cas Laffage i en la formació a joves en programes de sensibilització que realitza en centres escolars per explicar la seva experiència i prevenir la violència masclista: "Abans d'anar-me'n d'aquest món, (…) vull marxar sabent que portem un treball molt bé fet i que aquestes idees les expandirem i deixarem un món molt millor”.
Treballa per modificar el Codi Penal Español perquè el consum d'alcohol deixi de ser considerat un atenuant, com va ocórrer en el judici contra l'assassí de la seva filla. La seva proposta va rebre més de 150.000 signatures populars de suport.
Asun Casasola s'ha convertit en un símbol de resiliència i de lluita per la llibertat de les dones i el dret a dir no.
En 2014 es crea el concurs literari de relats breus "Asun Casasola" que té com a objectiu utilitzar la literatura per promoure i contribuir a crear vides lliures de violència masclista.

## La seva filla, Nagore Laffage
Nagore Laffage va néixer a Irun el 1988. Estudià infermeria a Pamplona, on coneix a Diego Yllanes Vizcay, psiquiatra de 27 anys que estava fent el MIR a la Clínica Universitària de Pamplona, on ella es trobava realitzant pràctiques. Tots dos van coincidir la nit del 7 de juliol, celebrant les festes de Sant Fermín. Després d'una estona xerrant, Nagore es va acomiadar de les seves amigues i va acompanyar José Diego al seu domicili. Ell va intentar violar-la i davant la resistència de Nagore la va copejar violentament. L'autòpsia va revelar que Diego Yllanes li va donar una brutal pallissa. El seu cos va presentar 36 cops: mandíbula trencada, crani fracturat i va morir, finalment escanyada.
L'assassí confés de Nagore va telefonar a la una de la tarda del 8 de juliol a un amic i li va desvelar els fets, demanant-li ajuda per desfer-se del cadàver. Va ser precisament aquesta persona la que va posar aquests fets en coneixement de la policia i va possibilitar la seva detenció. Diego Yllanes Vizcay, mentre, va intentar esquarterar-la. Va recollir les seves pertinences, va netejar el pis i va abandonar el cos de Nagore a Orondritz a 45 minuts del lloc del crim.
El jurat popular que va jutjar José Diego Yllanes Vizcay va considerar provada la seva culpabilitat però no va admetre la categoria d'assassinat, sinó homicidi (6 membres del jurat ho van considerar assassinat i 3 homicidi, en calien 7). Va ser condemnat a dotze anys i mig de presó. El 3 de juliol de 2017, poc abans de complir-se el novè aniversari de la mort de Nagore, Yllanes va aconseguir que se li concedís el tercer grau penitenciari, treballa de psiquiatre en un centre privat i només torna a la presó per dormir i en 2020 podrà exercir en la sanitat pública.
L'assassinat de Nagore Laffage i el paper públic de la seva mare va suposar l'inici d'una conscienciació social de tolerància zero, no només amb els crims, sinó també contra qualsevol acció violenta sexista.
Nagore Laffage, per la resposta popular contra el seu assassinat, contra la sentència al seu assassí i sobretot per l'actitud pública i la resposta a l'assassinat de la seva mare, Asun Casasola, s'ha convertit en un símbol d'aquesta lluita social i de denúncia contra la falta de formació en gènere també de la justícia espanyola.
En 2011 Hel·lena Taverna dirigeix una pel·lícula documental sobre l'assassinat de Nagore Laffage el títol del qual és “Nagore”. El documental compta amb la participació d'Asun Casasola, autèntica “mare coratge” que constitueix el fil conductor del relat. Aquesta producció va ser nominada a 5 premis Goya.

## Premis i reconeixements
- Pancarta d'Or 2011 de la Penya Anaitasuna. Atorgat per combatre la violència de gènere.[18]
- Premis Berdintasuna Lantzen atorgat per les Joventuts Socialistes d'Euskadi JSE-Egaz.[19]
- Premi a la Igualtat atorgat per l'Associació Feminista del Bidasoa.[20] Per la seva “incansable defensa de la igualtat entre dones i homes i la seva lluita contra la violència masclista"[21]
- Premi 2018 JSN de les Joventuts Socialistes de Navarra per “treballar per millorar la vida en societat i aportar el seu gra de sorra per aconseguir una Navarra, i un Estat, molt més igualitaris, lliures i respectuosos”.[22]
- 2018 Triada per donar el Pregó de festes d'Irun perquè: «Asun Casasola ha tingut l'enteresa i la dignitat de mantenir viu el record de la seva filla, de defensar-la i sobretot, de defensar el dret de les dones a dir no i a ser respectades. La ciutat d'Irun, que sempre ha demostrat un enorme afecte per Asun, no podia tenir millor persona que ella per llegir el pregó i transmetre un missatge de respecte i llibertat»[23]
- 2019 Parc “Nagore Laffage Casasola” a Irun per perpetuar el seu record i homenatjar Asun Casasola: ”Admirem el seu coratge, la seva capacitat per mantenir viu el record de Nagore i per denunciar permanentment, a tot arreu i sense descans, que ningú té el dret d'arrabassar la vida d'una dona perquè aquesta li diu que no”[24]